# Adahuesca (kommunhuvudort)
Adahuesca är en kommunhuvudort i Spanien.   Den ligger i provinsen Provincia de Huesca och regionen Aragonien, i den nordöstra delen av landet, 400 km nordost om huvudstaden Madrid. Adahuesca ligger 618 meter över havet och antalet invånare är 169.
Terrängen runt Adahuesca är kuperad åt nordost, men åt sydväst är den platt. Terrängen runt Adahuesca sluttar söderut. Runt Adahuesca är det ganska glesbefolkat, med 42 invånare per kvadratkilometer. Närmaste större samhälle är Barbastro, 16,5 km sydost om Adahuesca. Trakten runt Adahuesca består till största delen av jordbruksmark.